# Cornucopiae
Cornucopiae és un gènere de plantes de la família de les poàcies, ordre de les poals, subclasse de les commelínides, classe de les liliòpsides, divisió dels magnoliofitins.

## Taxonomia
- Cornucopiae alopecuroides L.
- Cornucopiae altissima Walter
- Cornucopiae cucullatum L.
- Cornucopiae hyemalis Walter
- Cornucopiae involucratum (Post) Mez
- Cornucopiae perennans Walter